# Quận St. Clair, Alabama
Quận St. Clair là một quận thuộc tiểu bang Alabama, Hoa Kỳ. Theo điều tra dân số năm 2000 của Cục điều tra dân số Hoa Kỳ, quận có dân số 64.742 người. Quận lỵ đóng ở Ashville và Pell City. Quận được đặt tên theo tướng Arthur St. Clair.